# Messo Bamford
(Messo Bamford)
Il messo Bamford (Beadle Bamford) è un personaggio secondario che appare in alcune versioni di Sweeney Todd: The Demon Barber of Fleet Street come antagonista minore.

## Il ruolo del personaggio
Nel musical di Stephen Sondheim è l'aiutante nel malvagio giudice Turpin. È complice del giudice nello stupro di Lucy Barker ed esegue l'ordine di arrestare Benjamin Barker.
Sotto ordine di Turpin porta Johanna al manicomio del dottor Fogs, poiché la giovane si era rifiutata di sposarlo.
Verso la fine dello spettacolo va al negozio della signora Lovett per verificare la causa di orridi odori provenienti dal comignolo della bottega. Qui troverà Todd che, approfittando della sua vanità, ucciderà il messo fuoriscena.
Il cantante che interpreta il messo Bamford deve saper raggiungere facilmente e padroneggiare le note acute. Solitamente è interpretato da un tenore o da un controtenore.
Nel film del 2007 di Tim Burton Sweeney Todd - Il diabolico barbiere di Fleet Street è interpretato da Timothy Spall.